# Delafield (Wisconsin)
Delafield – miasto w Stanach Zjednoczonych, w stanie Wisconsin, w hrabstwie Waukesha.